# Gare de Tskhinvali
La gare de Tskhinvali (en géorgien : ცხინვალის სადგური, en ossète : Цхинвал (станция) ) est une gare desservant Tskhinvali, en Ossétie du Sud, en Géorgie. Aucun train ne la desservant plus, elle sert uniquement de station de bus.

## Histoire
- 8 juin 1940 : ouverture de la ligne Staliniri - Gori.
- 1969 - 1979 : test de train électrique.
- 1991 : arrêts des trains à la suite du conflit ossèto-géorgien.
- 1992 : destruction de la gare.
- 2002 : bâtiment restauré comme une station de bus.
- 2004 : absence de Georgian Railways pour la ligne Tskhinvali - Gori.
- 2008 : projet d'une ligne reliant Tskhinvali - Vladikavkaz qui fut abandonné car le Caucase posait problème.